# Boundless Informant
Boundless Informant est un système informatique secret à visée internationale permettant à la National Security Agency (NSA) de connaître en temps réel, le niveau de surveillance appliqué à chaque pays. L'existence de ce programme a été révélée en juin 2013 par Edward Snowden.

## Présentation
Le système Boundless Informant permet d'obtenir un tableau de bord graphique, synthétique et généré automatiquement en temps réel des renseignements (SIGINT) obtenus par les différents systèmes d'écoutes de la NSA. Cet outil permet ainsi aux renseignements américains de connaître le niveau de surveillance appliqué à chaque pays.
Ce système permet de consolider les métadonnées liées aux conversations téléphoniques (anglais : DNR - Dial Number Recognition) et les métadonnées liées aux communications informatiques IP (anglais : DNI - Digital Network Intelligence),.
L'existence de ce système a été révélée publiquement le 8 juin 2013 par le journal britannique The Guardian, à la suite des informations fournies par Edward Snowden sur le programme de surveillance PRISM.

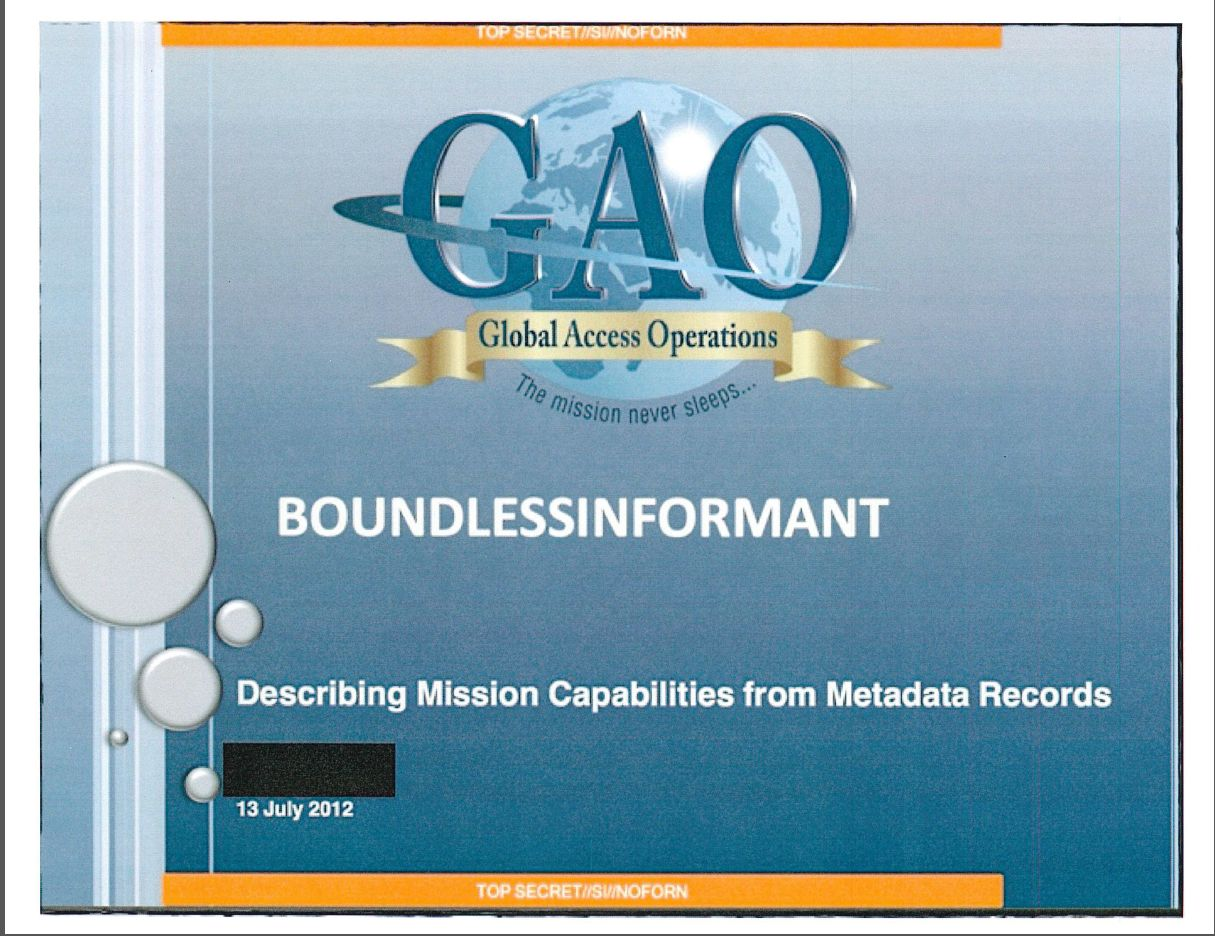
Boundless Informant - Présentation - Page de couverture datée du 12 juillet 2012
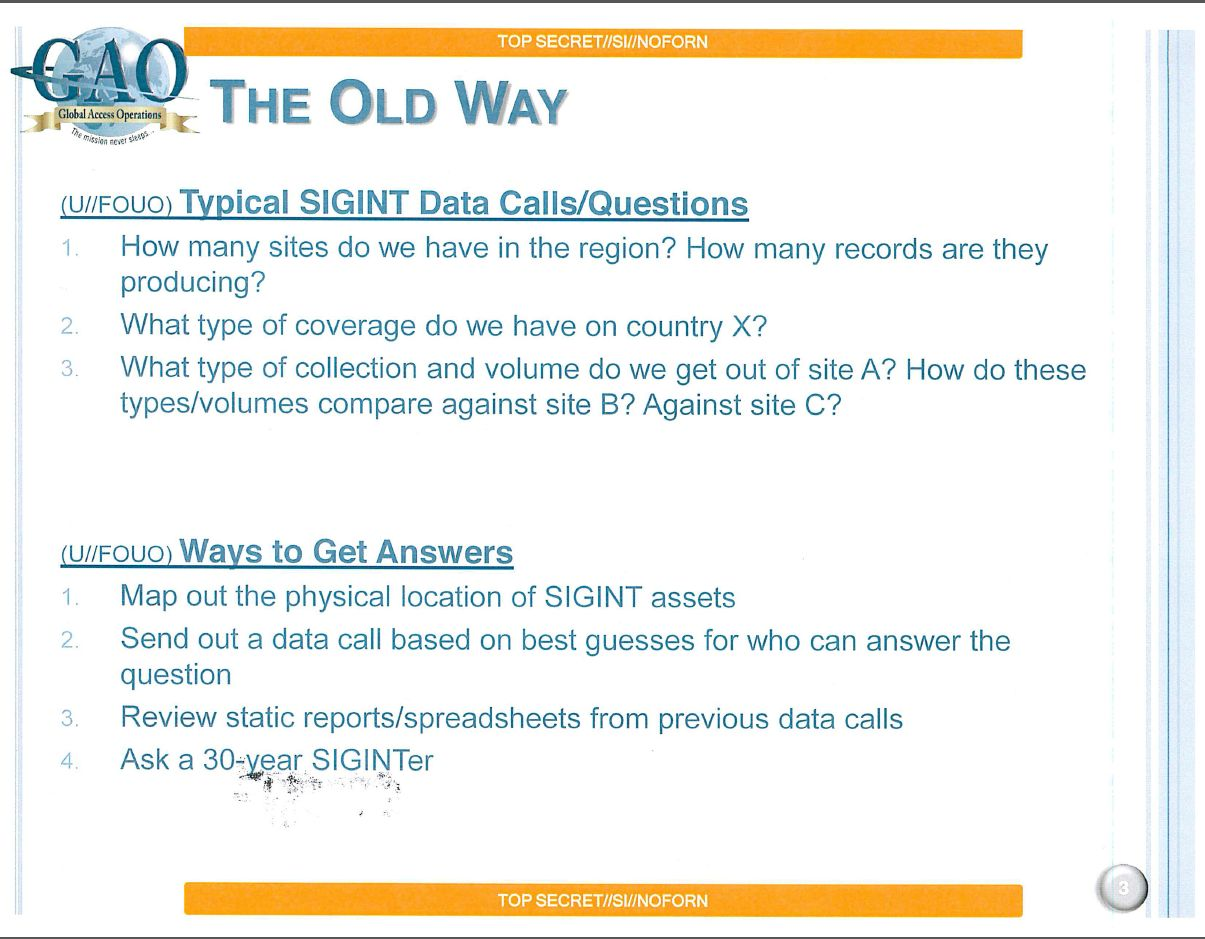
Boundless Informant - Présentation - Planche 2
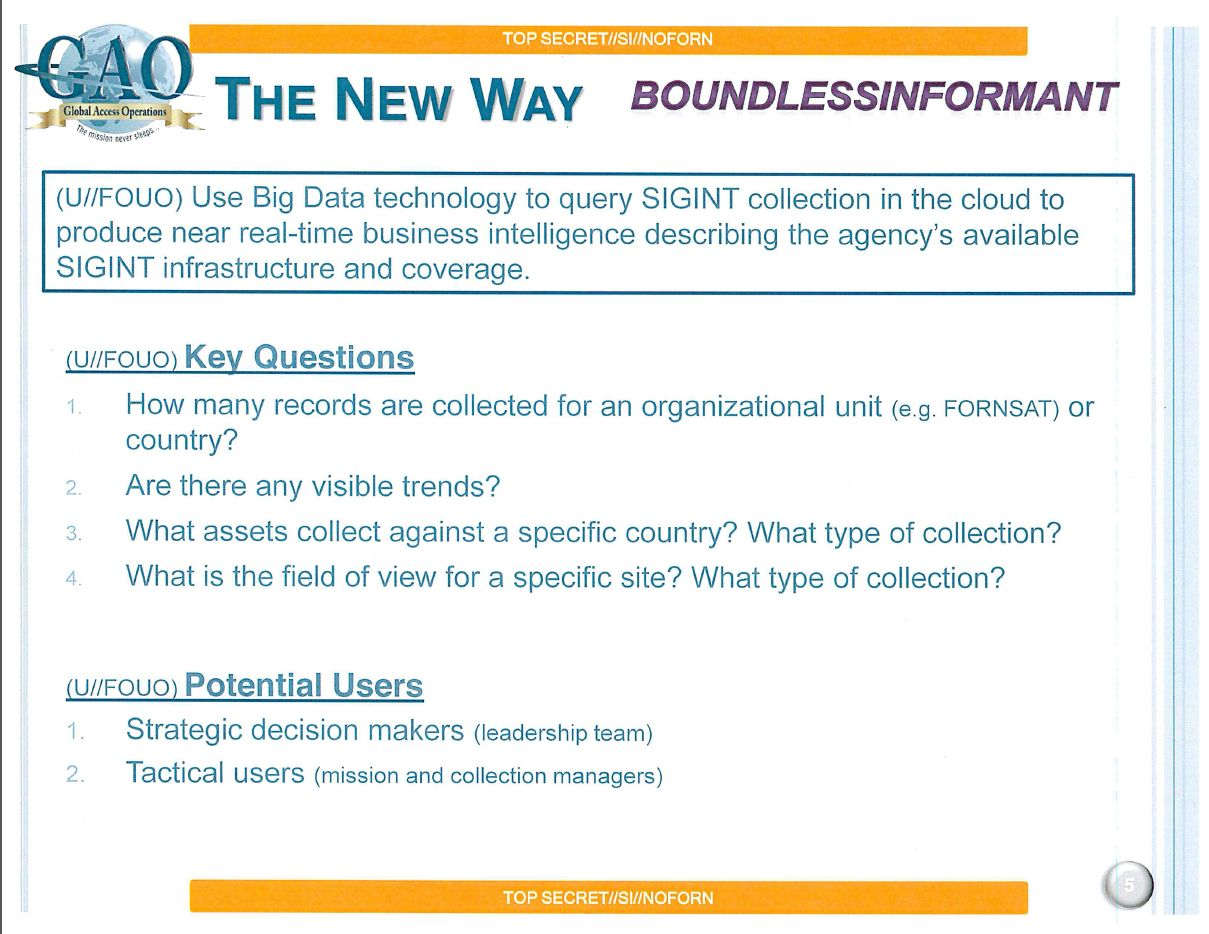
Boundless Informant - Présentation - Planche 3
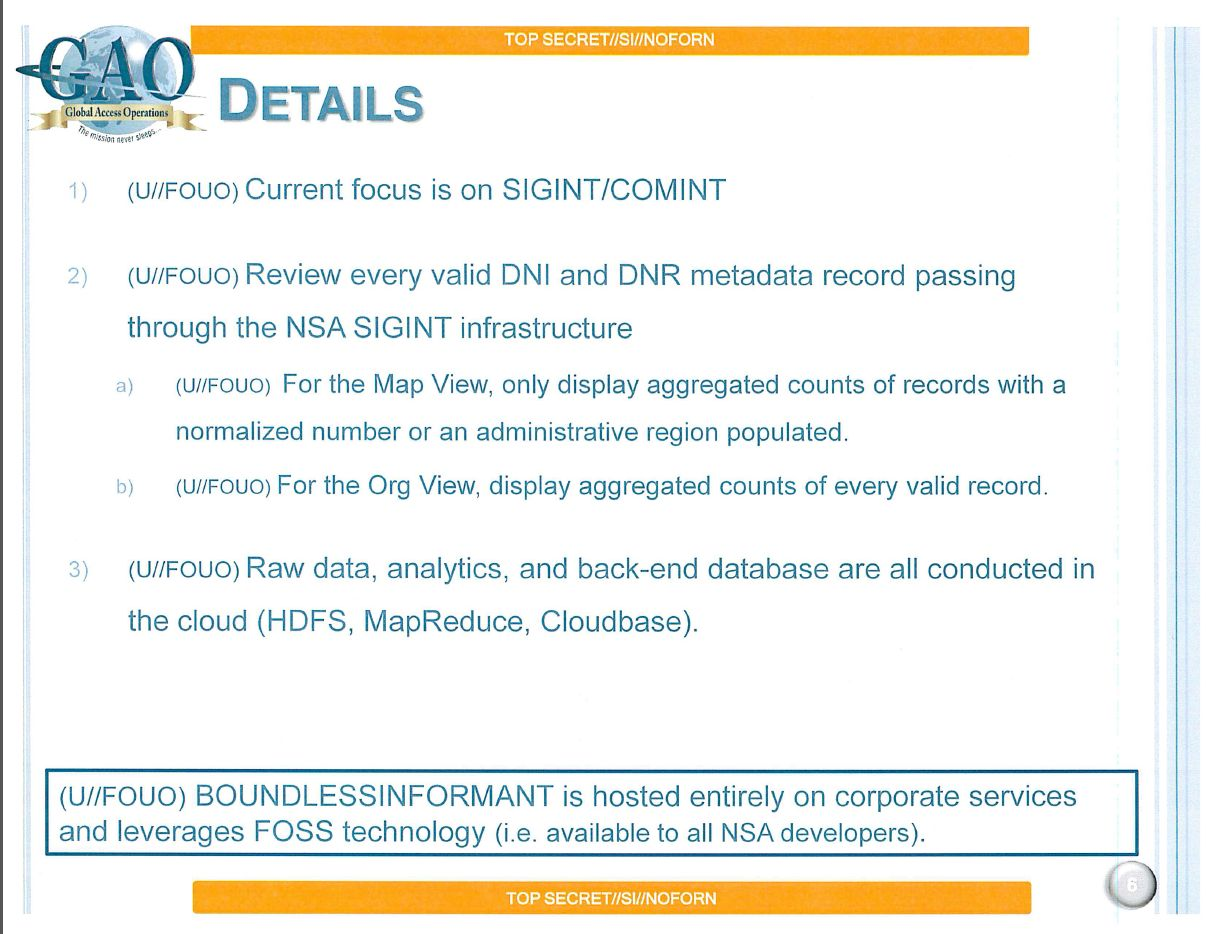
Boundless Informant - Présentation - Planche 4
- Boundless Informant - Questions/Réponses
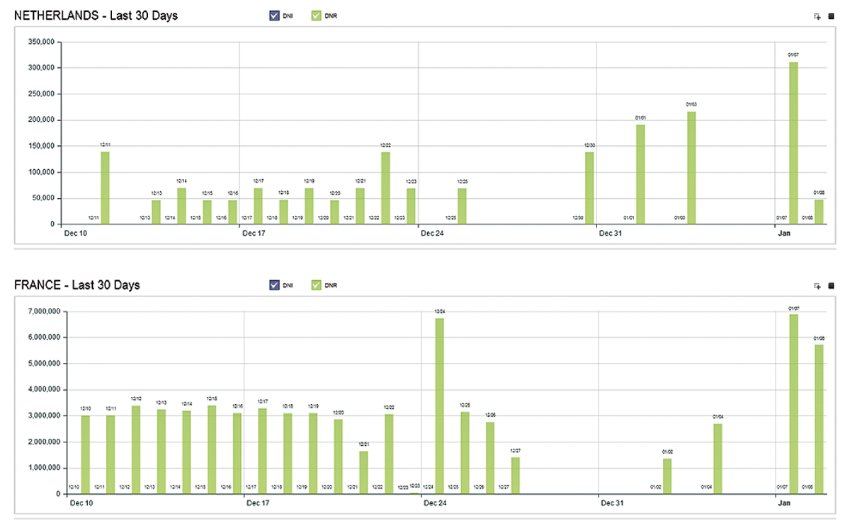
Pays-Bas et France, les 30 derniers jours
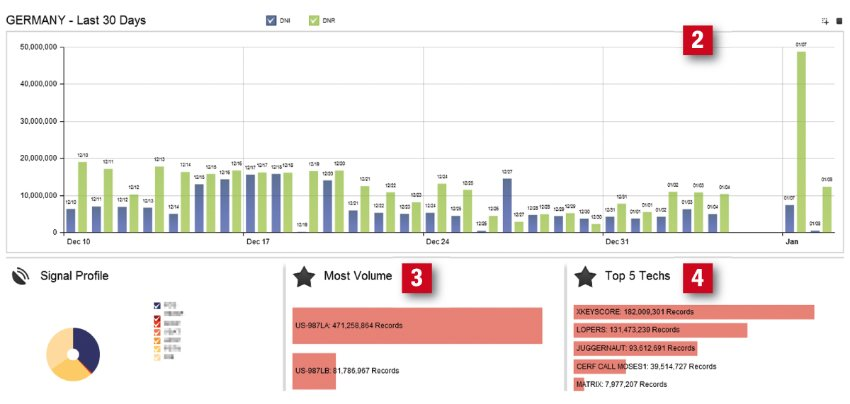
Boundless Informant. Allemagne, derniers 30 jours. Signaux, Volumed, Top 5 des technologies utilisées
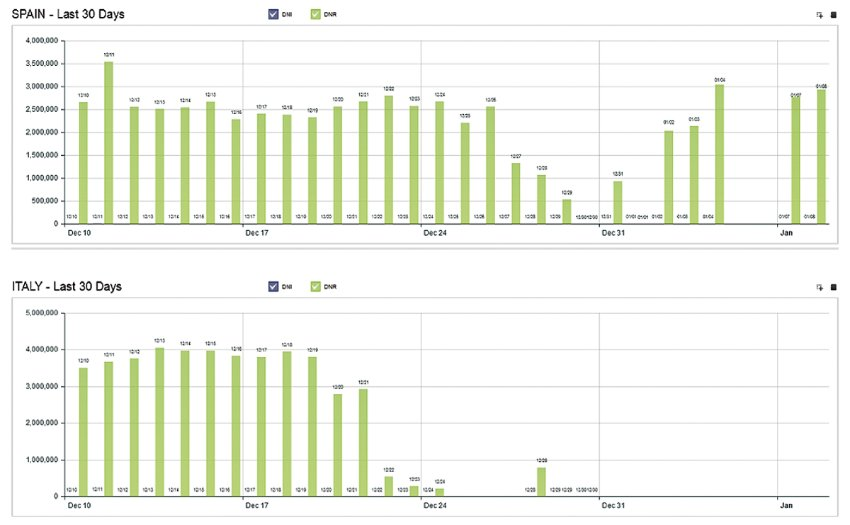
Espagne et Italie, les 30 derniers jours

## Le tableau de bord en mars 2013
En mars 2013, le tableau de bord du système montre que les stations d'écoute de la NSA avaient collectées 97 milliards de renseignements sur les réseaux téléphoniques et informatiques du monde entier sur les 30 derniers jours.
Sur la même période, les 5 pays où le plus de renseignements avaient été collectés étaient l'Iran avec 14 milliards de données, suivi du Pakistan avec 13,5 milliards de données, la Jordanie, avec 12,7 milliards, l'Égypte avec 7,6 milliards et l'Inde avec 6,3 milliards. De plus, l'Allemagne était le pays d'Europe le plus surveillé.
Le tableau de bord montre aussi que la NSA disposait de 504 stations d'écoute en mars 2013 dans la majeure partie des pays (États-Unis inclus).
Le tableau de bord donnerait ainsi une vision quantitative des informations récoltées par d'autres systèmes complémentaires tels que PRISM, Tempora, Fairview, EVILOLIVE, LITHIUM, OAKSTAR et STORMBREW. Ces systèmes permettent de récupérer des informations telles que des courriers électroniques, des conversations téléphoniques, des historiques de consultation web, des formulaires y compris les mots de passe, et autres données numériques échangées. Ces informations sont obtenues au travers de partenariats avec des sociétés informatiques telles que Microsoft, Yahoo!, Google, de sociétés de télécommunication telles que Vodafone, Verizon Communications, Level 3, Interoute, AT&T ou British Telecom, et des États étrangers.
Ces informations peuvent être extraites à partir de câbles sous-marins, d’Internet Exchange Point ou de portes dérobées. XKeyscore permet de consulter et croiser ces données.

## Technologie
Selon les diapos publiés, Boundless Informant utilise des logiciels libres et open source, est disponible à tous les développeurs informatiques de la NSA et hébergé dans le cloud computing de l'agence de renseignement. Ce système utilise les applications HDFS, MapReduce et Cloudbase.